# Галян Сергій Володимирович
Сергій Володимирович Галя́н — солдат Збройних сил України, один із «кіборгів», що захищали Донецький аеропорт.

## Біографія
Прапрадід, прадід та дід Сергія були військовими. Дід Михайло Сергійович служив у лавах Радянської армії, був розвідником та закінчив службу із званням майора. Проходив строкову службу у Німеччині та Угорщині. Батько Володимир Михайлович також служив за кордоном, тому Сергій народився у німецькому місті Потсдамі, що під Берліном. Мама Вікторія Олександрівна працювала у гарнізоні. 1995 року родина переїхала до Грузії. 2003 року, коли стало відомо, що військова база батька буде передислокована до Росії, родина переїхала до України, а батько продовжив службу вже у сусідній державі.
Після переїзду до Черкас, почав відвідувати гімназію № 9. Захоплюється стрільбою, має розряд. Школу закінчив 2010 року і одразу вступив на факультет іноземних мов Черкаського національного університету, де вчиться на перекладача. 11 січня 2011 року пішов до армії за контрактом, навчався на розвідника у «Десні». Опісля потрапив до 95-ї аеромобільної бригади, що дислокується у Житомирі. Договір служби скінчився 2013 року, після чого Сергій на 2 місяці поїхав провідати батька до Росії.

### Євромайдан і російсько-українська війна
Брав активну участь у подіях Майдану, повернувся на службу і вирушив у зону бойових дій на сході, куди потрапив у серпні 2014 року.
Сергій був одним із «кіборгів» — військових, що захищали Донецький аеропорт. Перебував там протягом 9 днів, у жовтні 2014 року, у самий розпал військових дій.
Після демобілізації почав працювати автослюсарем з ремонту, допомагає волонтерам зі збирання допомоги військовим в АТО, закінчує[коли?] навчання в університеті.
2015 року під час виборів до місцевих рад брав участь як кандидат у депутати до Черкаської міської ради від Партії вільних демократів.